# Cirrhilabrus scottorum
Cirrhilabrus scottorum là một loài cá biển thuộc chi Cirrhilabrus trong họ Cá bàng chài. Loài này được mô tả lần đầu tiên vào năm 1989.

## Từ nguyên
Từ định danh scottorum được đặt theo họ của sĩ quan kiêm nhà điểu học Peter Scott và phu nhân Philippa Scott, vợ sau của Peter (–orum: hậu tố tạo tính từ). Peter là người con duy nhất của Robert Falcon Scott, vị sĩ quan Hải quân Hoàng gia Anh đã hai lần dẫn đầu đoàn thám hiểm đến vùng đất Nam Cực trong cuộc Thám hiểm Discovery và Thám hiểm Terra Nova.
Cả hai vợ chồng Peter và Philippa đều dành sự quan tâm đến việc bảo tồn thiên nhiên. Trong một lần cả hai vợ chồng tổ chức lặn biển tại rạn san hô Osprey (biển San Hô), hai tác giả John Ernest Randall và Richard Pyle đã phát hiện và thu thập các mẫu vật của loài cá này. Peter sau đó đã tự tay vẽ một bức tranh về loài này.

## Phạm vi phân bố và môi trường sống
Từ rạn san hô Great Barrier trên biển San Hô, phạm vi của C. scottorum mở rộng đến nhiều đảo quốc ở Nam Thái Bình Dương, xa nhất đến quần đảo Pitcairn. Tuy nhiên, loài này có hai kiểu hình được biết đến, một trong số đó là kiểu chuẩn (dựa theo kiểu hình của mẫu định danh được thu thập tại đảo Tahiti thuộc quần đảo Société) được tìm thấy ở các đảo quốc Nam Thái Bình Dương, kiểu còn lại chỉ giới hạn trong khu vực biển San Hô (tạm gọi là cf. scottorum, nhiều khả năng là một loài chưa được mô tả).
C. scottorum được tìm thấy phổ biến ở các rạn san hô viền bờ hơn là rạn san hô trong đầm phá, độ sâu khoảng 3–40 m.

## Mô tả
Chiều dài lớn nhất được ghi nhận ở C. scottorum là 10 cm. C. scottorum "chuẩn" có màu xanh lục. Một đốm lớn màu đỏ đặc trưng xuất hiện ở giữa thân (cf. scottorum không có đốm này, hoặc chỉ là một vệt mờ màu đỏ cam). Bụng cũng nhạt màu hơn, thường có màu trắng nhạt đến vàng tươi. Đầu và lưng thường sẫm màu xanh lam hơn. Vây đuôi gần như hình thoi, có thể có một sợi tia vươn dài từ tia vây giữa, tro mờ với màu đỏ. Vây lưng và vây hậu môn có màu vàng sẫm đến vàng lục với một vệt đen nổi bật (có thể thiếu vắng ở vây lưng nhưng hầu hết đều có ở vây hậu môn). Vây bụng tương đối dài, màu vàng với các tia xanh lam. Vây ngực trong suốt, màu vàng.
Cf. scottorum có viền đen ở vây lưng và vây hậu môn dày hơn scottorum "chuẩn", cũng như sẫm màu cam hơn. Vây đuôi có màu đỏ son. Vây bụng màu cam.
Số gai ở vây lưng: 11; Số tia vây ở vây lưng: 9; Số gai ở vây hậu môn: 3; Số tia vây ở vây hậu môn: 9; Số tia vây ở vây ngực: 15; Số gai ở vây bụng: 1; Số tia vây ở vây bụng: 5.

## Sinh thái học
Thức ăn của C. scottorum là động vật phù du. Chúng thường sống thành từng nhóm nhỏ, chủ yếu là cá cái và cá con, cùng với một vài con đực.

## Thương mại
C. scottorum được thu thập ngành trong ngành buôn bán cá cảnh, và được bán với giá khoảng 150 USD tại Hoa Kỳ.